# Blitvenica
Blitvenica (olaszul: Lucietta) egy lakatlan sziget Horvátországban, Dalmáciában, Žirje szigetétől 5 km-re délnyugatra.
A szigeten van egy 1872-ben épített, 21 méter magas világítótorony, amely a Fiume felé hajózóknak fontos támpont. A környező tengerben vadon élő nemes halak (közönséges vörösdurbincs, nyelvhal, szürke tőkehal, tonhal) és garnélarák találhatók. Említésre méltó még a korallhalászat.